# Roberto Devereux (opera)
Roberto Devereux, Conte di Essex is een opera in drie bedrijven van Gaetano Donizetti op een libretto van Salvatore Cammarano, gebaseerd op de tragedie Elisabeth de l'Angleterre van François Ancelot. De eerste opvoering vond plaats in het Teatro San Carlo te Napels in 1837. De opera bleek een geweldig succes en wordt nog steeds regelmatig opgevoerd. Het is een van de drie 'koninginnenopera's'. Benjamin Britten gebruikte later hetzelfde gegeven voor zijn opera Gloriana.

## Rolverdeling
| Rol                                                                               | Stemsoort    | Premièrebezetting, 29 oktober 1837 |
| --------------------------------------------------------------------------------- | ------------ | ---------------------------------- |
| Elisabetta, Koningin van Engeland                                                 | sopraan      | Giuseppina Ronzi de Begnis         |
| De Hertog van Nottingham                                                          | bariton      | Paul Barroilhet                    |
| Sara, Hertogin van Nottingham                                                     | mezzosopraan | Almerinda Manzocchi Granchi        |
| Robert Devereux, Earl van Essex                                                   | tenor        | Giovanni Basadonna                 |
| Lord Cecil                                                                        | tenor        | Timoleone Barattini                |
| Sir Gualtiero Raleigh                                                             | bas          | Anafesto Rossi                     |
| Een page                                                                          | contra-alt   |                                    |
| Een dienaar van Nottingham                                                        | bas          | Giuseppe Benedetti                 |
| Lords van het parlement, ridders, schildknapen, pages, lijfwachten van Nottingham |              |                                    |

## Synopsis
Plaats: Londen, Engeland
Tijd: 1598, gedurende de regering van koningin Elizabeth I

### Eerste bedrijf
Eerste toneel: De grote zaal van Westminster
Sara (mezzosopraan), de hertogin van Nottingham, leest ontroerd het verhaal van Rosamond Clifford. Koningin Elisabetta treedt binnen en begroet haar met genegenheid. Ze vertelt haar dat ze Roberto Devereux zal ontvangen, hoewel ze bang is dat hij haar met een ander bedriegt. Zelfs nu hij uit Ierland teruggekeerd is onder beschuldiging van verraad, is ze bereid hem te vergeven, op voorwaarde dat hij nog steeds van haar houdt. Ze vertrouwt Sara toe dat het leven zonder hem niets waard is. Sara voelt zich hieronder erg ongemakkelijk.

Dan treedt Lord Cecil binnen met het door haar te ondertekenen doodvonnis voor Roberto. Elisabetta weigert, omdat er volgens haar geen adequaat bewijs is voor zijn verraad. Dan kondigt een page Roberto's komst aan. Elisabetta roept hem binnen, waarbij zij uiting geeft aan haar hoop dat het liefde is die hem naar haar terugvoert. Wanneer Roberto binnenkomt, stuurt ze de hovelingen weg. Ze geeft hem een wenk dat ze bereid is hem te vergeven, en herinnert hem aan de ring die zij hem gaf, deze zou altijd de waarborg voor zijn veiligheid zijn. Ze begint hem uit te horen over zijn bedoelingen, en hij neemt per abuis aan dat zij weet dat hij verliefd is geworden. Hij probeert deze fout te verhullen, maar haar woede is gewekt. Zij zegt zijn bruid naar het altaar te willen leiden, als hij haar naam maar noemt. Roberto ontkent dat hij verliefd is, maar Elisabetta is verontwaardigd: zij besluit dat hij moet sterven en beent weg.
De hertog van Nottingham treedt binnen en omhelst zijn vriend Roberto. Nottingham is overstuur, zowel wegens zijn zorgen over het lot van zijn vriend, als over zijn vrouw Sara, die blijkbaar gebukt gaat onder een onbekend verdriet, en die hij laatst huilend vond boven een blauwe sjerp die zij aan het borduren was. Dan keert Cecil terug en maant Nottingham met hem mee te komen naar de Koninklijke Raad om te beslissen over Roberto's lot. Nottingham verzekert zijn vriend dat hij zijn best zal doen hem te verdedigen.
Tweede toneel: Sara's appartementen
In haar appartementen overdenkt Sara de gevaren die Roberto bedreigen. Plotseling verschijnt hij, gehuld in een lange mantel. Onmiddellijk beschuldigt hij haar van trouweloosheid, maar ze vertelt dat gedurende zijn afwezigheid haar vader is gestorven, en dat de koningin erop stond haar, tegen haar wil, te laten trouwen met Nottingham. Ze wijst op de ring die Elisabetta hem gaf en vraagt of dit een bewijs is van liefde tussen de koningin en hem, maar hij rukt de ring van zijn vinger en gooit hem op de tafel, zwerend dat hij alleen voor Sara zijn leven zal geven. Sara maant hem te vluchten in het belang van zijn veiligheid, en Roberto begrijpt dat ze nog steeds van hem houdt. Ze geeft hem een blauwe sjerp als teken van haar liefde, en dan wensen ze elkaar vaarwel.

### Tweede bedrijf
De grote zaal van Westminster
De verzamelde hovelingen wachten ongeduldig op nieuws omtrent nieuws van de Koninklijke Raad over Roberto's lot. De koningin verschijnt als Cecil binnenkomt en aankondigt dat Roberto, ondanks Nottinghams verdediging, ter dood is veroordeeld. Sir Walter Raleigh komt binnen en vertelt de koningin dat hij haar orders uitgevoerd heeft door Roberto te arresteren. Hij rapporteert dat hij hem onderzocht heeft op belastende brieven, en daarbij op zijn hart een blauwe sjerp vond, die Elisabetta vervolgens boos onderzoekt en dan wegstopt. Ze draagt Raleigh op Roberto voor haar te leiden. Nottingham treedt binnen met het doodvonnis dat de koningin zou moeten tekenen, maar voordat hij het overhandigt smeekt hij de koningin het leven van zijn vriend te sparen. Elisabetta wil hem niet aanhoren, en zegt dat ze het bewijs van Roberto's trouweloosheid in handen heeft.
Roberto wordt binnengebracht. De koningin wendt zich woedend tot hem, en toont hem de blauwe sjerp. Bij de aanblik hiervan lijken zowel Roberto als Nottingham door de bliksem getroffen. Elisabetta bijt Roberto toe dat het beter ware dat hij al eerder de doodstraf verdiende. Nottinghams jaloezie en wantrouwen nemen toe naarmate hij Roberto observeert, en zijn bleekheid en ongemak ziet. Roberto beseft dat hij nu van twee kanten belaagd wordt, enerzijds door de woedende koningin, anderzijds door de bedrogen echtgenoot. Elisabetta wendt zich weer tot Roberto, zij eist dat hij de naam van haar rivale noemt en zweert dat hij in leven zal blijven als hij dat doet. Roberto antwoordt dat hij liever sterft. Vertoornd tekent de koningin het doodvonnis en stelt dat hij nog dezelfde dag op het middaguur onthoofd zal worden.

### Derde bedrijf
Eerste toneel: Sara's appartement
Alleen in haar appartement ontvangt Sara van een trouwe dienaar een laatste brief van Roberto. Ze leest dat zij de ring naar Elisabetta moet brengen en zichzelf aan de genade van de koningin moet overgeven. Als ze op het punt staat te vertrekken, komt Nottingham binnen, die de brief van haar afpakt en haar van trouweloosheid beschuldigt. Sara probeert zich naar de koningin te spoeden. Nottingham houdt haar tegen en geeft zijn bedienden opdracht haar gevangen te houden. Ze smeekt hem haar te laten gaan, maar hij is vastbesloten haar vast te houden totdat Roberto ter dood gebracht is. Razend vertrekt hij, terwijl Sara in onmacht valt.
Tweede toneel: Tower of London
In zijn cel in de Tower hoopt Roberto dat Sara de ring naar Elisabetta heeft gebracht. Hij wil slechts nog leven om haar onschuld te verdedigen en dan door Nottinghams zwaard te sterven. Een treurmars weerklinkt en Raleigh verschijnt om hem naar het schavot te leiden.
Derde toneel: De grote zaal van Westminster
In de grote zaal van Westminster zit Elisabetta ongeduldig op een sofa. Haar hofdames staan zwijgend en bedroefd om haar heen. Elisabetta vraagt zich af waarom Sara niet bij haar is om haar te troosten. Zij voelt zich nu bezwaard over de naderende dood van Roberto, en ze hoopt dat Roberto haar de ring op tijd zal sturen. Ze is zelfs bereid hem met zijn geliefde te laten trouwen, hoewel zij zelf dan verlaten wordt. Cecil komt haar vertellen dat Roberto op weg is naar het schavot. Dan rent Sara binnen, zij overhandigt de koningin de ring, en bekent dat zij haar rivale is. Elisabetta geeft ogenblikkelijk opdracht de executie te stoppen, maar dan klinkt het kanonschot dat de dood van Roberto verkondigt. Nottingham komt binnen, vol vreugde dat zijn wraak voltrokken is. Elisabetta wendt zich tot de Nottinghams en vraagt waarom het brengen van de ring vertraagd is. Nottingham antwoordt haar dat zij zelf bloed wilde en kreeg. Elisabetta stelt beiden strenge straffen in het vooruitzicht en laat hen wegvoeren. In een visioen ziet zij de onthoofde Roberto. Elisabetta roept langdurig uit dat zij nu alleen nog maar wil sterven, en dat Jacobus van Schotland maar de Engelse troon moet bestijgen. Vergeefs trachten de hovelingen haar te kalmeren. Ze laat zich op de sofa vallen, de ring tegen haar lippen drukkend.

## Geselecteerde opnamen
| Jaar | Rolverdeling (Elisabetta, Sara, Nottingham, Roberto)                 | Dirigent, operagezelschap en orkest                                                      | Label                                   |
| ---- | -------------------------------------------------------------------- | ---------------------------------------------------------------------------------------- | --------------------------------------- |
| 1964 | Leyla Gencer, Anna Maria Rota, Ruggiero Bondino, Piero Cappuccilli   | Mario Rossi, koor en orkest van het Teatro San Carlo                                     | Audio CD: Cat: (live uitvoering)        |
| 1968 | Montserrat Caballé, ?? Piero Cappuccilli, ??                         | Carlo Felice Cillario                                                                    | Audio CD: Cat: (live uitvoering)        |
| 1969 | Beverly Sills, Beverly Wolff Peter Glossop, Róbert Ilosfalvy         | Sir Charles Mackerras, Royal Philharmonic Orchestra en het Ambrosian Opera Chorus        | Audio CD: Cat:                          |
| 1970 | Beverly Sills, Susanne Marsee Plácido Domingo, Louis Quilico         | Julius Rudel, koor en orkest van de New York City Opera                                  | Audio CD: HRE Cat: HRE-374-3            |
| 1994 | Edita Gruberová, Delores Ziegler, Ettore Kim, Don Bernardini         | Friedrich Haider Orchestre Philharmonique de Strasbourg en het koor van de Opéra du Rhin | Audio CD: Nightingale Cat: 190100-2     |
| 1998 | Alexandrina Pendatchanska, ?? Giuseppe Sabbatini Roberto Servile     | Alain Gungal koor en orkest van het Teatro San Carlo                                     | DVD: Image Entertainment Cat:           |
| 2002 | Nelly Miricioiu, Sonia Ganassi, Roberto Frontali, Jose Bros          | Maurizio Benini koor en orkest van het Royal Opera House Covent Garden                   | Audio CD: Opera Rara Cat: ORC24         |
| 2006 | Edita Gruberová, Jeanne Piland, Albert Schagidullin, Roberto Aronica | Friedrich Haider Bayerische Staatsorchester en koor                                      | DVD: Deutsche Grammophon Cat: 073 418-5 |

Il Pigmalione (1816) · Enrico di Borgogna (1818) · Pietro il grande (1819) · Zoraida di Granata (1822) · La zingara (1822) · Alfredo il grande (1823) · L'ajo nell'imbarazzo (1824) · Emilia di Liverpool (1824) · Alahor in Granata (1826) · Elvida (1826) · Gabriella di Vergy (1826) · Olivo e Pasquale (1827) · Otto mesi in due ore (1827) · L'esule di Roma (1828) · Alina, regina di Golconda (1828) · Gianni di Calais (1828) · Il castello di Kenilworth (1829) · Il diluvio universale (1830) · Imelda de' Lambertazzi (1830) · Anna Bolena (1830) · Le convenienze ed · inconvenienze teatrali (1831) · Gianni di Parigi (1831) · Francesca di Foix (1831) · Fausta (1832) · Ugo, conte di Parigi (1832) · L'elisir d'amore (1832) · Sancia di Castiglia (1832) · Parisina (1833) · Torquato Tasso (1833) · Lucrezia Borgia (1833) · Rosmonda d'Inghilterra (1834) · Gemma di Vergy (1834) · Marino Faliero (1835) · Maria Stuarda (1835) · Lucia di Lammermoor (1835) · Belisario (1836) · Il campanello (1836) · Betly, o La capanna svizzera (1836) · L'assedio di Calais (1836) · Roberto Devereux (1837) · Maria de Rudenz (1838) · Poliuto (1838) · Pia de' Tolomei (1838) · Le duc d'Albe (1839) · La fille du régiment (1840) · La favorita (1840) · Adelia (1841) · Rita (1841) · Maria Padilla (1841) · Linda di Chamounix (1842) · Caterina Cornaro (1844) · Don Pasquale (1843) · Maria di Rohan (1843) · Dom Sébastien (1843)